# Grover (Colorado)
Grover es un pueblo ubicado en el condado de Weld en el estado estadounidense de Colorado. En el Censo de 2010 tenía una población de 137 habitantes y una densidad poblacional de 88,9 personas por km².

## Geografía
Grover se encuentra ubicado en las coordenadas 40°52′9″N 104°13′33″O / 40.86917, -104.22583. Según la Oficina del Censo de los Estados Unidos, Grover tiene una superficie total de 1.54 km², de la cual 1.54 km² corresponden a tierra firme y (0%) 0 km² es agua.

## Demografía
Según el censo de 2010, había 137 personas residiendo en Grover. La densidad de población era de 88,9 hab./km². De los 137 habitantes, Grover estaba compuesto por el 95.62% blancos, el 2.19% eran afroamericanos, el 0% eran amerindios, el 0% eran asiáticos, el 0% eran isleños del Pacífico, el 0% eran de otras razas y el 2.19% pertenecían a dos o más razas. Del total de la población el 7.3% eran hispanos o latinos de cualquier raza.